# Tue et fais ta prière
Pour plus de détails, voir Fiche technique et Distribution.
Tue et fais ta prière (Requiescant) est un western spaghetti germano-italien réalisé par Carlo Lizzani, sorti en 1967.

## Synopsis
En 1865, alors que la Guerre de Sécession est achevée depuis peu, les cicatrices sont loin d'être refermées. Près d'un fort situé en plein milieu du désert, un pacte est scellé entre Américains et Mexicains. Le territoire ne sera plus un lieu de combat entre les deux camps mais un havre de paix. Pour Leonardo, chef d'un village mexicain, c'est un grand jour. Mais un ancien officier sudiste, Ferguson, décime la population y compris la famille de Leonardo. 
Seul son enfant, Jeremy, survit et il est recueilli par un prêtre après le massacre de ses proches. Quelques années plus tard, désormais adulte, il se fait connaître, sous le surnom "Requiescant", pour son infaillible coup de pistolet qu’il met au service de la révolution mexicaine. Mais il se lance également à la recherche de sa sœur, enlevée et devenue prostituée, et de Ferguson afin de se venger.

## Fiche technique
- Titre original : Requiescant
- Titre français : Tue et fais ta prière
- Titre allemand : Mögen sie in Frieden ruh’n (litt. « Puissiez-vous reposer en paix »)
- Réalisation et production : Carlo Lizzani
- Scénario : Adriano Bolzoni, Armando Crispino, Lucio Battistrada et Pier Paolo Pasolini (non crédité)
- Montage : Franco Fraticelli
- Musique : Riz Ortolani
- Photographie : Sandro Mancori
- Costumes : Lina Nerli Taviani
- Sociétés de production : Castoro Film, Mancori–Chretien, Istituto Luce et Tefi Film Produzione
- Sociétés de distribution : Consorzio Italiano et Distributori Indipendenti Film (CIDIF)
- Pays d'origine :  Italie,  Allemagne de l'Ouest
- Langue originale : italien
- Format : couleur
- Genre : western spaghetti
- Durée : 92 minutes
- Dates de sortie : 
  - Italie : 10 mars 1967
  - Allemagne de l'Ouest : 28 juillet 1967
  - France : 4 décembre 1970

## Distribution
- Lou Castel : Jeremy dit « Requiescant »
- Mark Damon : George Bellow Ferguson
- Pier Paolo Pasolini : père Juan
- Barbara Frey : Princy
- Rossana Martini (créditée comme Rossana Krisman) : Lope
- Mirella Maravidi : Edith
- Franco Citti : Burt
- Ninetto Davoli : El Nino
- Lorenza Guerrieri : Marta